# Relais 4 x 100 mètres quatre nages mixte aux championnats du monde de natation 2023
Ne doit pas être confondu avec Relais 4 x 100 mètres quatre nages féminin aux championnats du monde de natation 2023 ou Relais 4 x 100 mètres quatre nages masculin aux championnats du monde de natation 2023.
Le relais 4 x 100 mètres quatre nages mixte est une épreuve de natation sportive des championnats du monde de natation 2023. Elle a lieu le 26 juillet 2023 à Fukuoka au Japon.

## Records
Avant cette compétition, les records dans cette discipline étaient :
| Record du monde       | 3 min 27 s 28 | États-Unis | 26 juillet 2017 | Budapest, Hongrie |
| Record du championnat | 3 min 27 s 28 | États-Unis | 26 juillet 2017 | Budapest, Hongrie |

## Résultats détaillés
Les 8 meilleurs temps se qualifient pour la finale (Q).

### Séries
| Rang | Série | Ligne | Pays                              | Nageurs                                                                             | Temps                                                   | Temps         | Commentaire     |
| Rang | Série | Ligne | Pays                              | Nageurs                                                                             | Individuels                                             | Global        | Commentaire     |
| ---- | ----- | ----- | --------------------------------- | ----------------------------------------------------------------------------------- | ------------------------------------------------------- | ------------- | --------------- |
| 1    | 5     | 4     | États-Unis                        | Katharine Berkoff Josh Matheny Dare Rose Abbey Weitzeil                             | 59 s 12 58 s 45 50 s 50 52 s 40                         | 3 min 40 s 47 | Q               |
| 2    | 4     | 4     | Australie                         | Bradley Woodward Sam Williamson Emma McKeon Shayna Jack                             | 53 s 63 58 s 88 56 s 70 51 s 66                         | 3 min 40 s 87 | Q               |
| 3    | 5     | 5     | Pays-Bas                          | Maaike de Waard Arno Kamminga Nyls Korstanje Marrit Steenbergen                     | 1 min 00 s 07 58 s 72 50 s 53 52 s 13                   | 3 min 41 s 45 | Q               |
| 4    | 4     | 3     | Chine                             | Xu Jiayu Yan Zibei Wang Yichun Wu Qingfeng                                          | 52 s 68 59 s 00 57 s 46 53 s 35                         | 3 min 42 s 49 | Q               |
| 5    | 4     | 5     | Grande-Bretagne                   | Medi Harris James Wilby Jacob Peters Anna Hopkin                                    | 59 s 71 59 s 34 51 s 03 53 s 39                         | 3 min 43 s 47 | Q               |
| 6    | 5     | 6     | Canada                            | Ingrid Wilm James Dergousoff Margaret MacNeil Ruslan Gaziev                         | 59 s 68 1 min 00 s 24 56 s 74 47 s 66                   | 3 min 44 s 32 | Q               |
| 7    | 4     | 6     | Japon                             | Ryōsuke Irie Ippei Watanabe Ai Soma Rikako Ikee                                     | 53 s 63 59 s 48 57 s 73 53 s 95                         | 3 min 44 s 79 | Q               |
| 8    | 4     | 2     | Allemagne                         | Ole Braunschweig Lucas Matzerath Angelina Köhler Lisa-Marie Finger                  | 53 s 66 58 s 97 56 s 65 56 s 06                         | 3 min 45 s 34 | Q               |
| 9    | 4     | 8     | Suède                             | Hanna Rosvall Erik Persson Louise Hansson Björn Seeliger                            | 1 min 00 s 37 1 min 00 s 12 57 s 05 48 s 31             | 3 min 45 s 85 |                 |
| 10   | 5     | 7     | France                            | Pauline Mahieu Clément Bidard Stanislas Huille Béryl Gastaldello                    | 1 min 00 s 45 1 min 00 s 11 51 s 69 52 s 82             | 3 min 46 s 07 | Record national |
| 11   | 5     | 3     | Italie                            | Lorenzo Mora Federico Poggio Ilaria Bianchi Costanza Cocconcelli                    | 54 s 69 58 s 87 58 s 39 54 s 13                         | 3 min 46 s 08 |                 |
| 12   | 5     | 2     | Pologne                           | Ksawery Masiuk Dominika Sztandera Adrian Jaskiewicz Kornelia Fiedkiewicz            | 53 s 88 1 min 06 s 61 51 s 35 54 s 45                   | 3 min 46 s 29 |                 |
| 13   | 3     | 5     | Corée du Sud                      | Lee Eun-ji Choi Dong-yeol Kim Young-beom Hur Yeon-kyung                             | 1 min 00 s 41 59 s 50 52 s 25 54 s 93                   | 3 min 47 s 09 |                 |
| 14   | 4     | 7     | Grèce                             | Apóstolos Chrístou Arkadios Aspougalis Ánna Dountounáki Maria Drasidou              | 52 s 99 1 min 01 s 30 57 s 40 55 s 88                   | 3 min 47 s 57 |                 |
| 15   | 4     | 1     | Israël                            | Anastasia Gorbenko Ron Polonsky Tomer Frankel Daria Golovaty                        | 1 min 00 s 13 1 min 00 s 17 52 s 15 55 s 31             | 3 min 47 s 76 |                 |
| 16   | 5     | 1     | Brésil                            | Guilherme Basseto Jhennifer Conceição Kayky Mota Stephanie Balduccini               | 54 s 28 1 min 08 s 07 51 s 51 54 s 14                   | 3 min 48 s 00 |                 |
| 17   | 3     | 3     | Nouvelle-Zélande                  | Helena Gasson Josh Gilbert Vanessa Ouwehand Carter Swift                            | 1 min 00 s 68 1 min 01 s 03 59 s 07 48 s 48             | 3 min 49 s 26 |                 |
| 18   | 1     | 4     | Mexique                           | Miranda Grana Miguel de Lara Athena Meneses Andres Dupont                           | 1 min 03 s 11 1 min 00 s 94 1 min 00 s 75 48 s 58       | 3 min 53 s 38 |                 |
| 19   | 5     | 9     | Estonie                           | Armin Evert Lelle Eneli Jefimova Daniel Zaitsev Aleksa Gold                         | 57 s 16 1 min 06 s 83 52 s 61 56 s 90                   | 3 min 53 s 50 |                 |
| 20   | 1     | 2     | Belgique                          | Stan Franckx Florine Gaspard Valentine Dumont Lucas Henveaux                        | 56 s 25 1 min 08 s 80 59 s 67 49 s 34                   | 3 min 54 s 06 |                 |
| 21   | 4     | 0     | Hongrie                           | Áron Székely Dalma Sebestyén Lora Komoróczy Dániel Mészáros                         | 55 s 96 1 min 09 s 75 1 min 00 s 86 50 s 25             | 3 min 56 s 82 |                 |
| 22   | 5     | 0     | Colombie                          | Santiago Corredor Jorge Murillo Karen Durango Sirena Rowe Cervantes                 | 57 s 59 1 min 01 s 41 1 min 01 s 89 56 s 58             | 3 min 57 s 47 |                 |
| 23   | 3     | 4     | Slovaquie                         | Teresa Ivan František Jablčník Andrea Podmaníková Matej Duša                        | 1 min 03 s 44 1 min 06 s 21 1 min 02 s 11 49 s 93       | 4 min 01 s 69 |                 |
| 24   | 3     | 7     | Bahamas                           | Lamar Taylor Rhanishka Gibbs Davante Carey Zaylie Thompson                          | 55 s 03 1 min 15 s 42 54 s 80 58 s 73                   | 4 min 03 s 98 |                 |
| 25   | 3     | 6     | Pérou                             | Alexia Sotomayor McKenna de Bever Diego Balbi Joaquin Vargas                        | 1 min 05 s 21 1 min 14 s 36 54 s 18 51 s 25             | 4 min 05 s 00 |                 |
| 26   | 4     | 9     | Thaïlande                         | Saovanee Boonamphai Dulyawat Kaewsriyong Navaphat Wongcharoen Kamonchanok Kwanmuang | 1 min 06 s 29 1 min 05 s 50 54 s 85 58 s 49             | 4 min 05 s 03 |                 |
| 27   | 1     | 7     | Panama                            | Carolina Cermelli Emily Santos Jeancarlo Calderon Harper Tyler Christianson         | 1 min 04 s 75 1 min 10 s 68 56 s 95 54 s 70             | 4 min 07 s 08 |                 |
| 28   | 2     | 1     | Arménie                           | Artur Barseghyan Ashot Chakhoyan Varsenik Manucharyan Ani Poghosyan                 | 1 min 02 s 72 1 min 05 s 45 1 min 03 s 02 58 s 64       | 4 min 09 s 83 |                 |
| 29   | 1     | 6     | Mongolie                          | Ariuntamir Enkh-Amgalan Batbayar Enkhtamir Enkhtur Erkhes Batbayar Enkhkhuslen      | 1 min 08 s 41 1 min 06 s 87 58 s 15 57 s 02             | 4 min 10 s 45 |                 |
| 30   | 3     | 1     | Membre d'une fédération suspendue | Swaleh Abubakar Talib Maria Brunlehner Emily Siobhan Muteti Monyo Maina             | 1 min 06 s 03 1 min 13 s 83 1 min 02 s 71 52 s 79       | 4 min 15 s 36 |                 |
| 31   | 3     | 8     | Ouganda                           | Adnan Kabuye Tendo Mukalazi Tara Naluwoza Kirabo Namutebi                           | 1 min 03 s 60 1 min 07 s 40 1 min 09 s 31 59 s 39       | 4 min 19 s 70 |                 |
| 32   | 3     | 0     | Angola                            | Salvador Gordo Maria Lopes Freitas Lia Ana Lima Henrique Mascarenhas                | 1 min 01 s 31 1 min 20 s 21 1 min 07 s 36 52 s 27       | 4 min 21 s 15 |                 |
| 33   | 2     | 2     | Bahreïn                           | Asma Lefahler Abdulla Khalid Jamal Ali Sadeq Alawi Ayah Binrajab                    | 1 min 13 s 55 1 min 06 s 11 1 min 00 s 75 1 min 03 s 99 | 4 min 24 s 40 |                 |
| 34   | 2     | 7     | Nigeria                           | Clinton Opute Adaku Nwandu Dorcas Abeng Colins Obi Ebingha                          | 1 min 07 s 38 1 min 23 s 16 57 s 10 1 min 01 s 26       | 4 min 28 s 90 |                 |
| 35   | 3     | 9     | Îles Mariannes du Nord            | Isaiah Aleksenko Maria Batallones Anthony Deleon Shoko Litulumar                    | 58 s 58 1 min 21 s 15 1 min 03 s 42 1 min 08 s 78       | 4 min 31 s 93 |                 |
| 36   | 2     | 9     | Papouasie-Nouvelle-Guinée         | Abigail Ai Tom Georgia-Leigh Vele Nathaniel Noka Josh Tarere                        | 1 min 15 s 56 1 min 17 s 41 1 min 03 s 88 55 s 46       | 4 min 32 s 31 |                 |
| 37   | 2     | 8     | États fédérés de Micronésie       | Kyler Anthony Kihleng Tasi Limtiaco Kestra Kihleng Taeyanna Adams                   | 1 min 12 s 03 1 min 04 s 17 1 min 14 s 09 1 min 06 s 67 | 4 min 36 s 96 |                 |
| 38   | 2     | 0     | Cap-Vert                          | La Troya Pina Jayla Pina Troy Pina Ailton Lima                                      | 1 min 16 s 55 1 min 14 s 28 1 min 06 s 82 59 s 46       | 4 min 37 s 11 |                 |
| 39   | 2     | 3     | Tanzanie                          | Ria Save Hilal Hemed Hilal Collins Saliboko Sophia Latiff                           | 1 min 16 s 14 1 min 15 s 91 58 s 97 1 min 06 s 33       | 4 min 37 s 35 |                 |
| 40   | 1     | 3     | Tonga                             | Kapeli Siua Noelani Day Finau Ohuafi Charissa Panuve                                | 1 min 10 s 09 1 min 25 s 13 1 min 00 s 29 1 min 03 s 91 | 4 min 39 s 42 |                 |
| 41   | 2     | 4     | Guam                              | Israel Poppe Amaya Bollinger James Hendrix Mia Lee                                  | 1 min 03 s 93 1 min 38 s 00 57 s 58 1 min 01 s 17       | 4 min 40 s 68 |                 |
| 42   | 2     | 5     | Maldives                          | Ali Imaan Hamna Ahmed Mohamed Rihan Shiham Meral Ayn Latheef                        | 1 min 05 s 47 1 min 31 s 10 1 min 03 s 93 1 min 10 s 14 | 4 min 50 s 64 |                 |
| -    | 1     | 5     | Antigua-et-Barbuda                | Forfait                                                                             | Forfait                                                 | Forfait       | Forfait         |
| -    | 3     | 2     | Espagne                           | Forfait                                                                             | Forfait                                                 | Forfait       | Forfait         |
| -    | 5     | 8     | Singapour                         | Forfait                                                                             | Forfait                                                 | Forfait       | Forfait         |
| -    | 2     | 6     | Malawi                            | Ammara Pinto Filipe Gomes Muhammad Ali Moosa Tayamika Chang'Anamuno                 | 1 min 19 s 09                                           | Disqualifiés  | Disqualifiés    |

### Finale
| Rang               | Ligne | Pays            | Nageurs                                                         | Temps                               | Temps       |
| Rang               | Ligne | Pays            | Nageurs                                                         | Individuels                         | Global      |
| ------------------ | ----- | --------------- | --------------------------------------------------------------- | ----------------------------------- | ----------- |
| Médaille d'or      | 6     | Chine           | Xu Jiayu Qin Haiyang Zhang Yufei Cheng Yujie                    | 52 s 42 57 s 31 55 s 69 53 s 15     | 3 m 38 s 57 |
| Médaille d'argent  | 5     | Australie       | Kaylee McKeown Zac Stubblety-Cook Matthew Temple Shayna Jack    | 58 s 03 58 s 84 50 s 63 51 s 53     | 3 m 39 s 03 |
| Médaille de bronze | 4     | États-Unis      | Ryan Murphy Nicolas Fink Torri Huske Kate Douglass              | 52 s 02 58 s 19 51 s 79             | 3 m 40 s 19 |
| 4                  | 3     | Pays-Bas        | Maaike de Waard Arno Kamminga Nyls Korstanje Marrit Steenbergen | 1 m 00 s 05 59 s 00 50 s 67 52 s 09 | 3 m 41 s 81 |
| 5                  | 2     | Grande-Bretagne | Medi Harris James Wilby Jacob Peters Anna Hopkins               | 59 s 76 59 s 47 51 s 11 52 s 86     | 3 m 43 s 20 |
| 6                  | 7     | Canada          | Kylie Masse James Dergousoff Margaret MacNeil Ruslan Gaziev     | 59 s 19 1 m 00 s 69 56 s 30 47 s 54 | 3 m 43 s 72 |
| 7                  | 1     | Japon           | Ryōsuke Irie Ippei Watanabe Ai Soma Rikako Ikee                 | 53 s 42 59 s 60 58 s 40 53 s 91     | 3 m 45 s 33 |
| 8                  | 8     | Allemagne       | Ole Braunschweig Lucas Matzerath Angelina Kohler Nele Schulze   | 54 s 00 59 s 97 56 s 74 54 s 91     | 3 m 45 s 62 |